# Al-Ashara
Al-Ashāra (in arabo العشارة‎?, anche scritto Al-Asharah, al-Ashareh o Esharah) è una città della Siria orientale, amministrativamente parte del Governatorato di Deir ez-Zor, situata lungo l'Eufrate, a sud del capoluogo Deir ez-Zor.
Le località vicine includono al-Qūriya a nord-est, Makhān e Mayādīn a nord, Suwaydan Jazīra a sud-est e Dablan a sud. Secondo l'Ufficio centrale di statistica siriano, il censimento del 2004 indicava che al-Ashāra aveva una popolazione di 17 537 abitanti. È la sede amministrativa di una nāḥiya (sottodistretto) composta da sette località, con una popolazione totale che ammontava a 96 001 abitanti nel 2004. Al-Ashāra è la terza località più grande della nāḥiya. I suoi abitanti sono principalmente musulmani sunniti delle tribù arabe dei Ṭayy, al-Raḥabī e al-ʿUqaydāt.

## Storia
Al-Ashāra è costruita sul sito dell'antico insediamento arameo-assiro di Terqa, il quale viene identificato col Tell Ashāra ("tell" indica una collina). Una stele del 886 a.C., in onore della vittoria del re assiro Tukulti-Ninurta II sugli Aramei, è stata rinvenuta ad al-Ashāra. La stele è conservata al Museo Nazionale di Aleppo (Matḥaf Ḥalab al-waṭanī). Terqa fu la capitale del regno neo-assiro di Ḥānā fino alla fine dell'età del bronzo, quando iniziò il suo declino.
A metà XIX secolo, la Bombay Geographic Society descrisse al-Ashāra come una "piccola città", composta da un gruppo di capanne arabe e da una popolazione le cui tradizioni facevano pensare che il luogo avesse radici antiche. Da quel momento e fino alla dissoluzione dell'Impero ottomano nel 1917, al-Ashāra divenne il centro di un Qaḍāʾ (distretto), che faceva parte del più grande Sangiaccato di Zor. Il qaḍāʾ aveva due nāḥiya: al-Ashāra e al-Buṣayra.
Nel 1920 si tenne ad al-Ashāra un incontro tra funzionari e ufficiali dell'esercito dello Sharīf di Mecca al-Ḥusayn ibn ʿAlī e del nascente Regno di Siria, governato dall'Emiro Fayṣal. Durante questo incontro si svolsero trattative per stabilire i confini tra la Siria e l'Iraq e in quell'occasione fu deciso che Abū Kamāl sarebbe rimasta nella provincia di Deir ez-Zor in Siria.
All'inizio degli anni 1960, al-Ashāra era descritta come un piccolo villaggio costruito su un tumulo artificiale dove sorgeva Terqa.
Durante la guerra civile siriana, la città fu occupata dall'ISIS fino a quando l'esercito siriano riprese al-Ashāra il 27 novembre 2017.